# Croix-Mare
Croix-Mare är en kommun i departementet Seine-Maritime i regionen Normandie i norra Frankrike. Kommunen ligger i kantonen Pavilly som tillhör arrondissementet Rouen. År 2022 hade Croix-Mare 713 invånare.

## Befolkningsutveckling
Antalet invånare i kommunen Croix-Mare
| Referens: INSEE |